# Polynéri (ort i Grekland, Epirus)
Polynéri är en ort i Grekland.   Den ligger i prefekturen Thesprotia och regionen Epirus, i den västra delen av landet, 300 km nordväst om huvudstaden Aten. Polynéri ligger 289 meter över havet och antalet invånare är 195.
Terrängen runt Polynéri är kuperad. Runt Polynéri är det ganska tätbefolkat, med 134 invånare per kvadratkilometer. Närmaste större samhälle är Igoumenitsa, 12,0 km norr om Polynéri. 